# Cavendish (fleuve)
Pour les articles homonymes, voir Cavendish.
Le fleuve Cavendish  est un cours d’eau du Fiordland, dans le district de Southland dans la région de Southland, dans l’Île du Sud de la Nouvelle-Zélande. Il est entièrement dans le parc national de Fiordland à l'ouest du lac Hakapoua.

## Géographie
C’est l’une des rivières les plus au sud de l’Île du Sud, s’écoulant vers le sud sur15 km pour atteindre le Détroit de Foveaux sur la côte sud de la région du Fiordland.

## Étymologie
La rivière fut nommée en 1882 par John Hay en souvenir de Lord Frederick Cavendish, qui plus tôt cette année là fut assassiné lors du Phoenix Park Murders (en) à Dublin dans Phoenix Park.